# Кандидат на науките
Кандидат на науките е наименование на научна степен, която стои под степента доктор на науките в държави с двустепенна система на научните степени.

## История

### СССР и ОНД
Подобна по название степен – кандидат на университет, е използвана от 1804 г. в Руската империя за завършилите висше образование с отличие, докато останалите випускници са били удостоявани със степен (после само звание) действителен студент. Подобна по съдържание степен – магистър, е въведена при император Александър I от 1803 г., за която се изисквали няколко години изследвания след завършване на университета и защита на дисертация. При употребата на степените се добавяло наименованието на завършеното висше училище – кандидат на Московския университет.
Степента кандидат на науките (на руски: кандидат наук) е учредена с постановление на Съвета на народните комисари на СССР от 13 януари 1934 г. Изисквана е задължително за участие в конкурс за длъжност (и научно звание) доцент (докато по-високата степен доктор на науките е изисквана за длъжност и звание „професор“).
Днес степента все още се използва в Русия, Украйна, Беларус и други страни от Общността на независимите държави.

### Други страни
Тази степен е заимствана от Съветския съюз – в пълния обем (със същото съдържание и роля), и е използвана в Народна република България и след това в Република България до влизането в сила на Закона за висшето образование на 27 декември 1995 г., когато е заменена от днешната образователна и научна степен доктор по ...(наука)...
Степента е в употреба също и в Чехословакия (на чешки: kandidát věd; на словашки: kandidát vied). Отменена е съответно в Словакия през 1996 г. и в Чехия през 1998 г.
Използвана е също и в Полша, но за кратък период – от 1951 до 1958 г.

### Друга употреба
Подобна степен, предшествала степента доктор на науките и наричана на латински: candidatus/candidata с добавено наименование на науката, е съществувала в редица скандинавски страни (Дания, Норвегия, Исландия), но днес е заменена със степента магистър.
Степента кандидат [на латински: candidatus (cand.); на нидерландски: kandidaat (kand.)] в Белгия и Нидерландия е използвана за значително по-ниско академично равнище. Тя е присвоявана след завършване на 2 (или 3) курс на висшето образование (който период на обучение е наричан кандидатура) и полагане на съответен изпит. В хода на Болонския процес дипломите на кандидатите са отменени.

## Процедура
Процесът на подготовка на т.нар. „кандидатска“ дисертация обхваща период на обучение, наричан аспирантура (днес: докторантура), а обучаемите са наричани съответно аспиранти (днес: докторанти). Присъждането на степента става след публична защита на дисертацията.

## Наименование
Точното наименование на степента е кандидат на ...(философските / биологическите / историческите / икономическите / др.)... науки. При изписване съкращението на степента предшества името на удостоения учен и се състои от началните букви на думите в израза (съответно за тези примери: к.ф.н., к.б.н., к.и.н., к.ик.н.)